# José Marín (atleta)
José Marín Sospedra (in catalano: Josep Marín i Sospedra; El Prat de Llobregat, 21 gennaio 1950) è un ex marciatore spagnolo, professionalmente in attività dalla fine degli anni settanta all'inizio degli anni novanta.
In carriera vinse un titolo europeo nella 20 km (1982), una medaglia d'oro in Coppa del Mondo (1985) una medaglia d'argento agli Europei nella 50 km e una medaglia d'argento (1983) e una di bronzo (1987) ai Mondiali (rispettivamente nella 50 km e nella 20 km) e partecipò a tre edizioni dei Giochi olimpici.
Nel corso della sua carriera ha stabilito anche un record mondiale nella 50 km ( Valencia, 13 marzo 1983, 3h40'46").

## Palmarès
| Anno | Manifestazione          | Sede        | Evento       | Risultato | Prestazione | Note |
| ---- | ----------------------- | ----------- | ------------ | --------- | ----------- | ---- |
| 1975 | Giochi del Mediterraneo | Algeri      | Marcia 20 km | Bronzo    | 1h35'45"7 m |      |
| 1978 | Europei                 | Praga       | Marcia 20 km | 5º        | 1h24'38"1 m |      |
| 1978 | Europei                 | Praga       | Marcia 50 km | dnf       |             |      |
| 1980 | Giochi olimpici         | Mosca       | Marcia 20 km | 5º        | 1h26'45"6 m |      |
| 1980 | Giochi olimpici         | Mosca       | Marcia 50 km | 6º        | 4h03'08"    |      |
| 1982 | Europei                 | Atene       | Marcia 20 km | Oro       | 1h23'43"    |      |
| 1982 | Europei                 | Atene       | Marcia 50 km | Argento   | 3h59'18"    |      |
| 1983 | Mondiali                | Helsinki    | Marcia 20 km | 4º        | 1h21'21"    |      |
| 1983 | Mondiali                | Helsinki    | Marcia 50 km | Argento   | 3h46'32"    |      |
| 1984 | Giochi olimpici         | Los Angeles | Marcia 20 km | 6º        | 1h25'32"    |      |
| 1986 | Europei                 | Stoccarda   | Marcia 20 km | dq        |             |      |
| 1987 | Mondiali                | Roma        | Marcia 20 km | Bronzo    | 1h21'24"    |      |
| 1988 | Giochi olimpici         | Seul        | Marcia 20 km | 4º        | 1h20'34"    |      |
| 1988 | Giochi olimpici         | Seul        | Marcia 50 km | 5º        | 3h43'03"    |      |
| 1990 | Europei                 | Spalato     | Marcia 50 km | 5º        | 4h02'53"    |      |
| 1991 | Mondiali                | Tokyo       | Marcia 50 km | 12º       | 4h13'19"    |      |
| 1992 | Giochi olimpici         | Barcellona  | Marcia 50 km | 9º        | 3h58'41"    |      |

## Altre competizioni internazionali
1981
- 5º alla Coppa del Mondo ( Valencia), 20 km di marcia - 1h25'00"

1985
- Oro alla Coppa del Mondo ( Saint John's), 20 km di marcia - 1h21'42"

1989
- 17º alla Coppa del Mondo ( L'Hospitalet de Llobregat), 20 km di marcia - 1h22'52"

1991
- 17º alla Coppa del Mondo ( San Jose), 50 km di marcia - 4h01'02"

1993
- 16º alla Coppa del Mondo ( Monterrey), 50 km di marcia - 4h04'37"